# Antonio Marín Molina
Antonio Marín Molina (Benalúa, 17 juni 1996) is een Spaans voetballer die bij voorkeur als rechtsback speelt. die bij voorkeur als aanvaller speelt. Hij staat onder contract bij UD Almería, waar hij in 2014 doorstroomde vanuit de eigen jeugdopleiding.

## Clubcarrière
Marín speelde in de jeugd bij Granada CF, Villarreal CF, La Cañada en UD Almería. Op 8 januari 2014 debuteerde hij in het eerste elftal in de Copa del Rey tegen Racing Santander. Op 5 december 2014 speelde hij 90 minuten mee in de bekerwedstrijd tegen Real Betis. Op 8 april 2015 debuteerde de rechtsachter in de Primera División in het Camp Nou tegen FC Barcelona. Hij speelde de volledige wedstrijd die Barça met 4–0 won na doelpunten van Luis Suárez (2x), Lionel Messi en Marc Bartra.

## Interlandcarrière
In 2013 debuteerde Marín voor Spanje –19, waarmee hij in 2015 deelneemt aan het Europees kampioenschap voor spelers onder 19 jaar.